# Alocobisium rahmi
Alocobisium rahmi es una especie de arácnido del orden Pseudoscorpionida de la familia Syarinidae.

## Distribución geográfica
Se encuentra en Bután y Nepal.